# Lekarzewice
Lekarzewice – wieś w Polsce położona w województwie kujawsko-pomorskim, w powiecie radziejowskim, w gminie Osięciny.

## Podział administracyjny
Wieś królewska, położona w II połowie XVI wieku w powiecie brzeskokujawskim województwa brzeskokujawskiego, należała do starostwa brzeskokujawskiego. W latach 1975–1998 miejscowość administracyjnie należała do województwa włocławskiego. Wieś sołecka – zobacz jednostki pomocnicze gminy w BIP.

## Demografia
Według Narodowego Spisu Powszechnego (III 2011 r.) liczyła 120 mieszkańców. Jest 26. co do wielkości miejscowością gminy Osięciny.

## Historia
Lekarzewice w wieku XIX wieku, to wieś i folwark w powiecie nieszawskim, gminie Osięciny, parafii Kościelna Wieś (ob.), oddalone 21 wiorst od Nieszawy. Rozległość folwarku mórg 182, osad włościańskich 15, mórg 664.
W roku 1450 król Kazimierz nadaje 10 włościanom 18 włók gruntu, z warunkiem spłacania pewnych danin dworowi, tak w naturze, jak robocizną, a w potrzebie zaś społecznej na wezwanie króla mieli dawać konia i 3 mężów uzbrojonych lancami w żelazo kutymi.
Przy separacji w roku 1857 dwór zrzekł się danin w naturze i zastąpił je czynszem po 4 zł polskich z morga, przy czym włościanom dodano jeszcze 3 włóki. Małorolnych włościan, uwłaszczonych w 1864 r. jest tu pięciu na 6 morgach 180 prętach. W 1827 r. było tu 15 domów i 115 mieszkańców.